# П-44
П-44 — серія великопанельних багатоквартирних будинків, розроблена в 1978 Московським науково-дослідним і проєктним інститутом типології й експериментального проєктування (рос. МНИИТЭП). Будинки серії поширені в Москві, Московській області та кількох містах Росії.

## Характеристика
Секція будинку із 7 кроків шириною в 3 і 3,6 м. Висота поверху 2,8 м. На відміну від висоток українських серій, де є вимога робити сходи незадимлюваними, в П-44 нема балькону сходів, тільки два невеликих вікна.

## будинок уКривому Розі

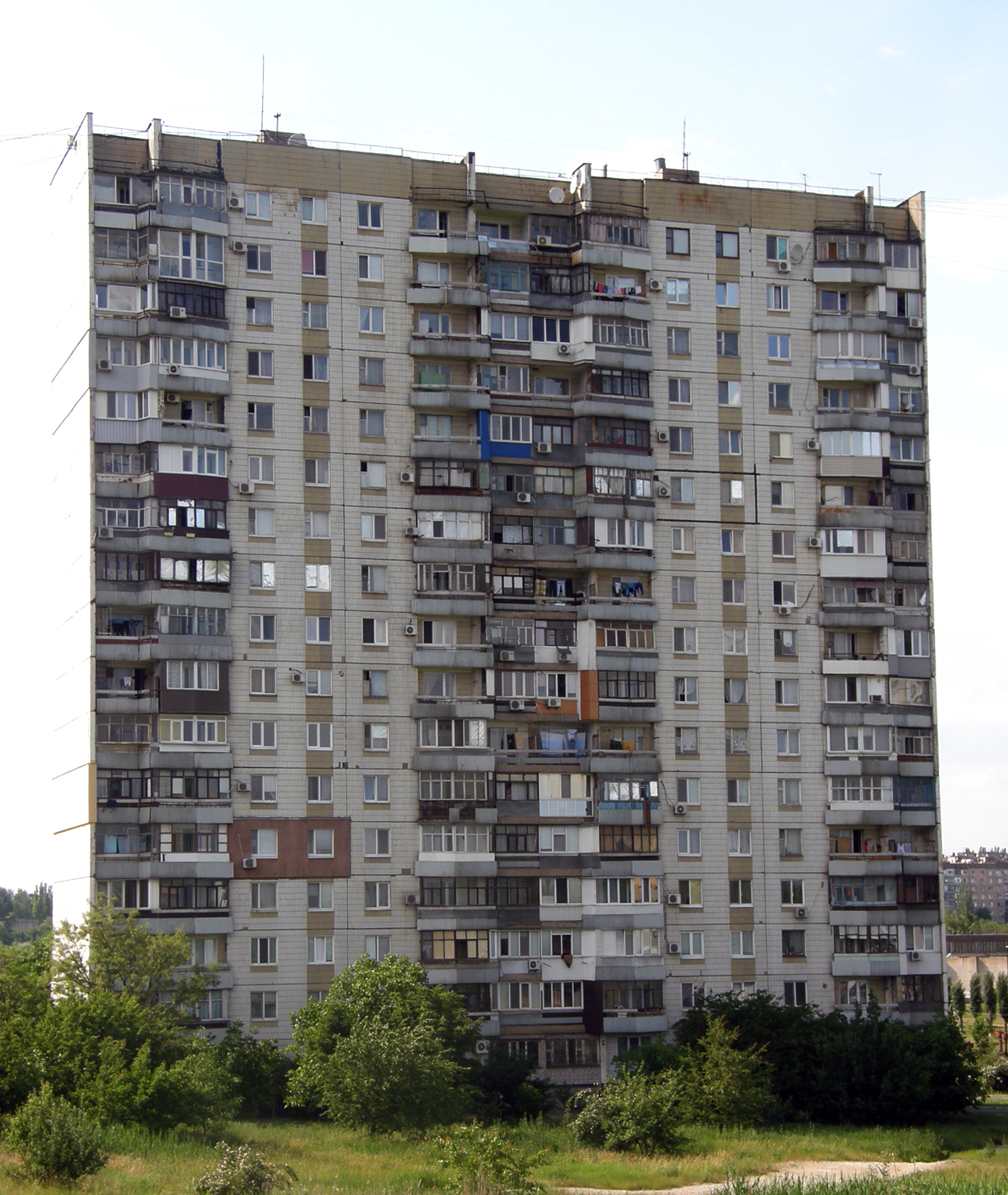
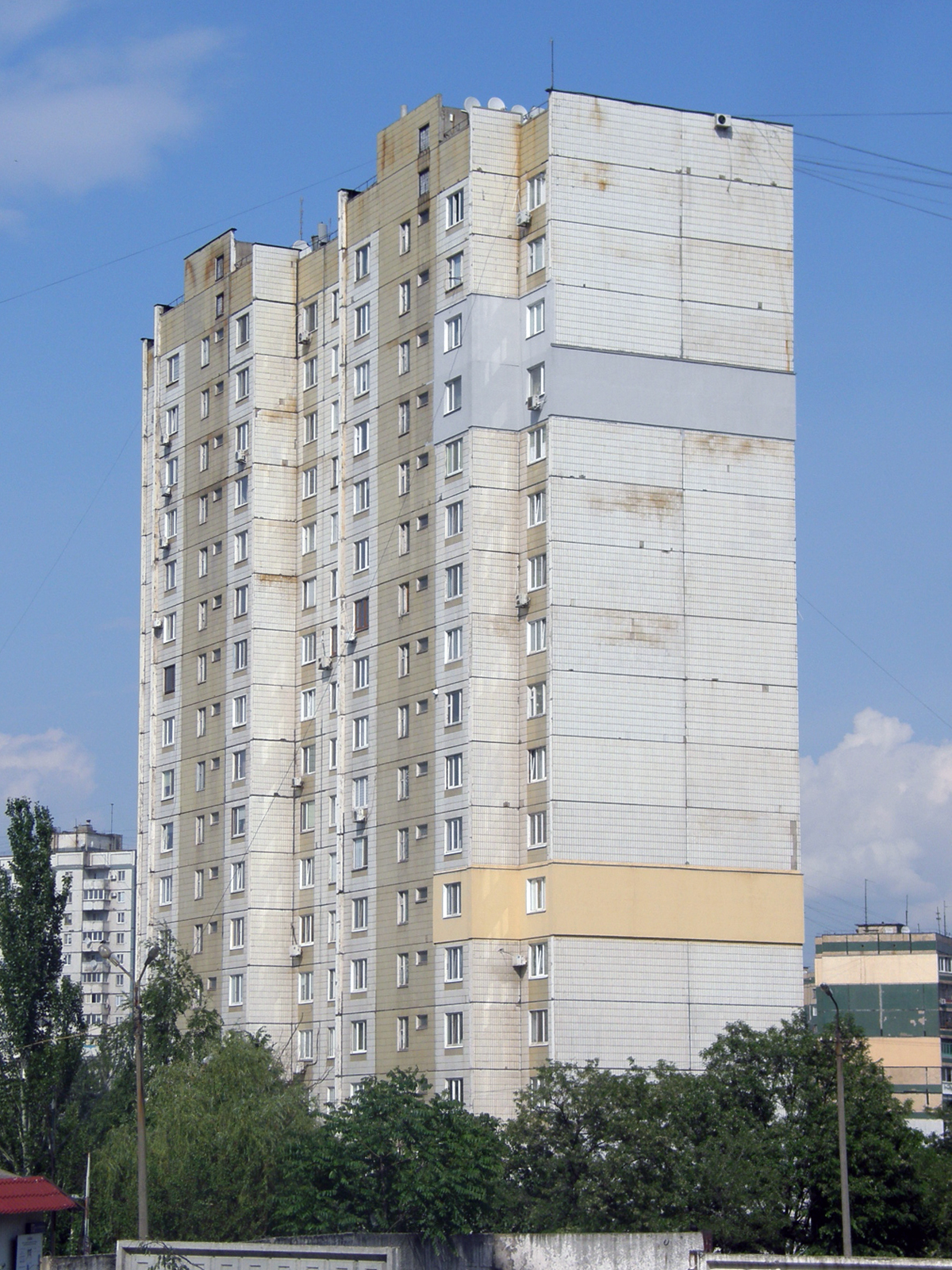

Єдиний в Україні будинок серії — П44-2/16 в мікрорайоні Сонячний, № 58а, має 17 поверхів і побудований у 1992.